# Neotylenchus thornei
Neotylenchus thornei is een rondwormensoort uit de familie van de Neotylenchidae. De wetenschappelijke naam van de soort is voor het eerst geldig gepubliceerd in 1954 door Meyl.